# Pavetta mindanaensis
Pavetta mindanaensis är en måreväxtart som beskrevs av Cornelis Eliza Bertus Bremekamp. Pavetta mindanaensis ingår i släktet Pavetta och familjen måreväxter.
Artens utbredningsområde är Filippinerna. Inga underarter finns listade i Catalogue of Life.